# Paul Malingre
Paul Malingre, né le 1er juin 1882 à Paris (Seine) et mort le 10 novembre 1948 dans la même ville, est un industriel et un homme politique français.

## Biographie
Paul Marie Élie Malingre est le fils d'Alexandre Élie Malingre, comptable et de Marie Julie Dumesnil Après une carrière dans les affaires, il s'intéresse à la politique en 1927 en décidant de se présenter aux élections législatives de l'année suivante sous la prudente bannière des Radicaux indépendants, afin de soutenir l'action économique de Raymond Poincaré. Élu, il rejoint le petit groupe centriste des Indépendants de gauche. Parlementaire actif, prenant essentiellement part aux débats à caractère économique, il est réélu en 1932.
Le 28 février 1927 à Paris 16e, il épouse Alice Porak.
Battu par le candidat communiste Georges Cogniot lors du renouvellement de 1936, il reprend ses activités industrielles mais conserve des fonctions politique en se faisant élire conseiller général de la Haute-Marne. Il ne retrouve plus de mandat parlementaire et meurt en 1948 dans sa ville natale.
Il meurt le 10 novembre 1948 à l'hôpital Saint-Antoine à Paris.